# N. T. Rama Rao

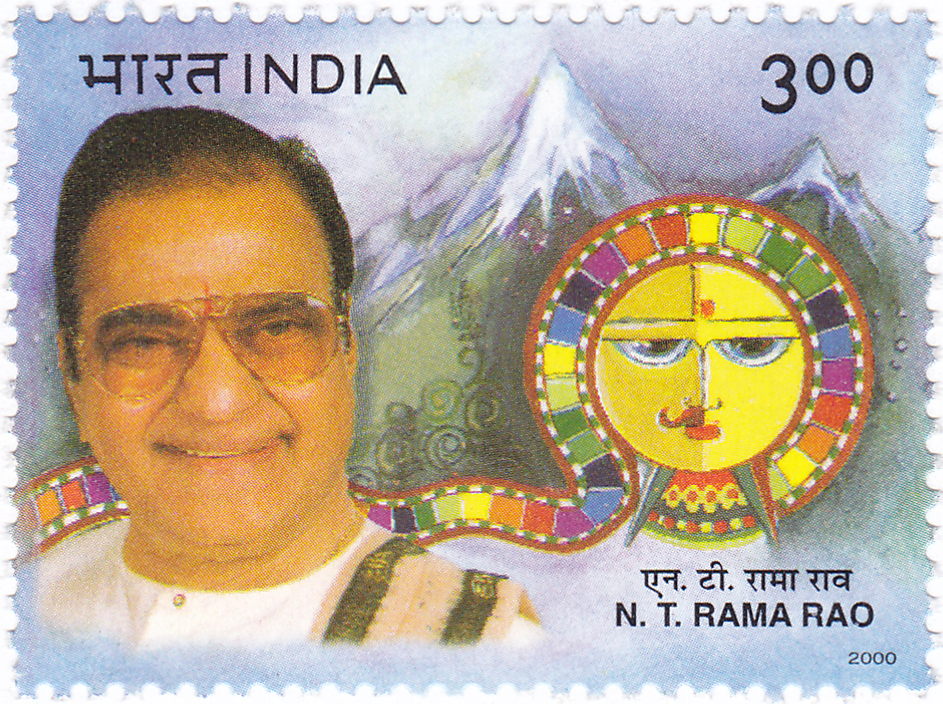
N. T. Rama Rao auf einer indischen Briefmarke des Jahres 2000

N. T. Rama Rao (Nandamuri Taraka Rama Rao; Telugu నందమూరి తారక రామారావు; * 28. Mai 1923 in Nimmakuru, Distrikt Krishna, Andhra Pradesh; † 18. Januar 1996 in Hyderabad) war ein indischer Filmschauspieler, Filmregisseur, Filmproduzent und Politiker der Telugu Desam Party (TDP), der drei Mal Chief Minister von Andhra Pradesh war. Auf ihn wird häufig einfach nur mit dem Kürzel NTR Bezug genommen.

## Leben

### Filmschauspieler, Regisseur und Produzent
Rama Rao entstammte einer Bauernfamilie und absolvierte nach dem Schulbesuch ein grundständiges Studium, das er mit einem Bachelor of Arts (B.A.) abschloss. Im Anschluss trat er in den Regierungsdienst als Urkundsbeamter ein.
Kurz darauf begann er jedoch seine Laufbahn als Schauspieler in der Filmwirtschaft Indiens und gab sein Debüt in dem von L. V. Prasad inszenierten Filmdrama Mana Desam (1949), in dem er einen Polizisten spielte. Bereits in seinem dritten Film, dem erfolgreichen Action-Abenteuer Palletoori Pilla (1950) von Subba Rao B.A., spielte er eine der Hauptrollen. Nachfolgende Filme wie Shavukaru (1950), Pathala Bhairavi (1951), Malliswari (1951) und Chandraharam (1953) begründeten seinen Ruf als einer der führenden Schauspieler in der Telugu-Filmindustrie. 1957 spielte er in Maya Bazaar erstmals die Rolle des Gottes Krishna und spielte später auch in Tamil-Filmen über die Nationalepen Mahabharata und Ramayana mit.
Aufgrund seiner Popularität begann er zu Beginn der 1960er Jahre auch sein politisches Engagement und sammelte im Indisch-Chinesischen Grenzkrieg im Oktober 1962 sowie im Zweiten Indisch-Pakistanischen Krieg im August 1965 Spenden zur Unterstützung der indischen Streitkräfte. 1968 wurde ihm durch Staatspräsident Zakir Hussain der Badmashri-Orden verliehen.
Ende der 1960er und Anfang der 1970er Jahre erlitt Rama Rao einige Rückschritte in seiner Karriere, ehe er ab Mitte der 1970er Jahre mit Kassenschlagern wie Yamagola (1975), Adavi Radu (1977) und Vetagadu (1979) wieder an seine alten Erfolge anknüpfen konnte. Zu den bedeutendsten Filmen der frühen 1980er Jahre gehörten Papa Rayudu (1980), Kondaveeti Simham (1981) und Bobbili Puli (1982). Er spielte insgesamt in rund 250 Filmen mit und wurde so vor Chiranjeevi zum ersten Superstar in Telugu-Filmen.
Neben seiner schauspielerischen Karriere begann er nach der Gründung eines Filmstudios auch als Filmregisseur und Filmproduzent zu arbeiten.

### Gründer der Telugu Desam Party und dreimaliger Chief Minister von Andhra Pradesh

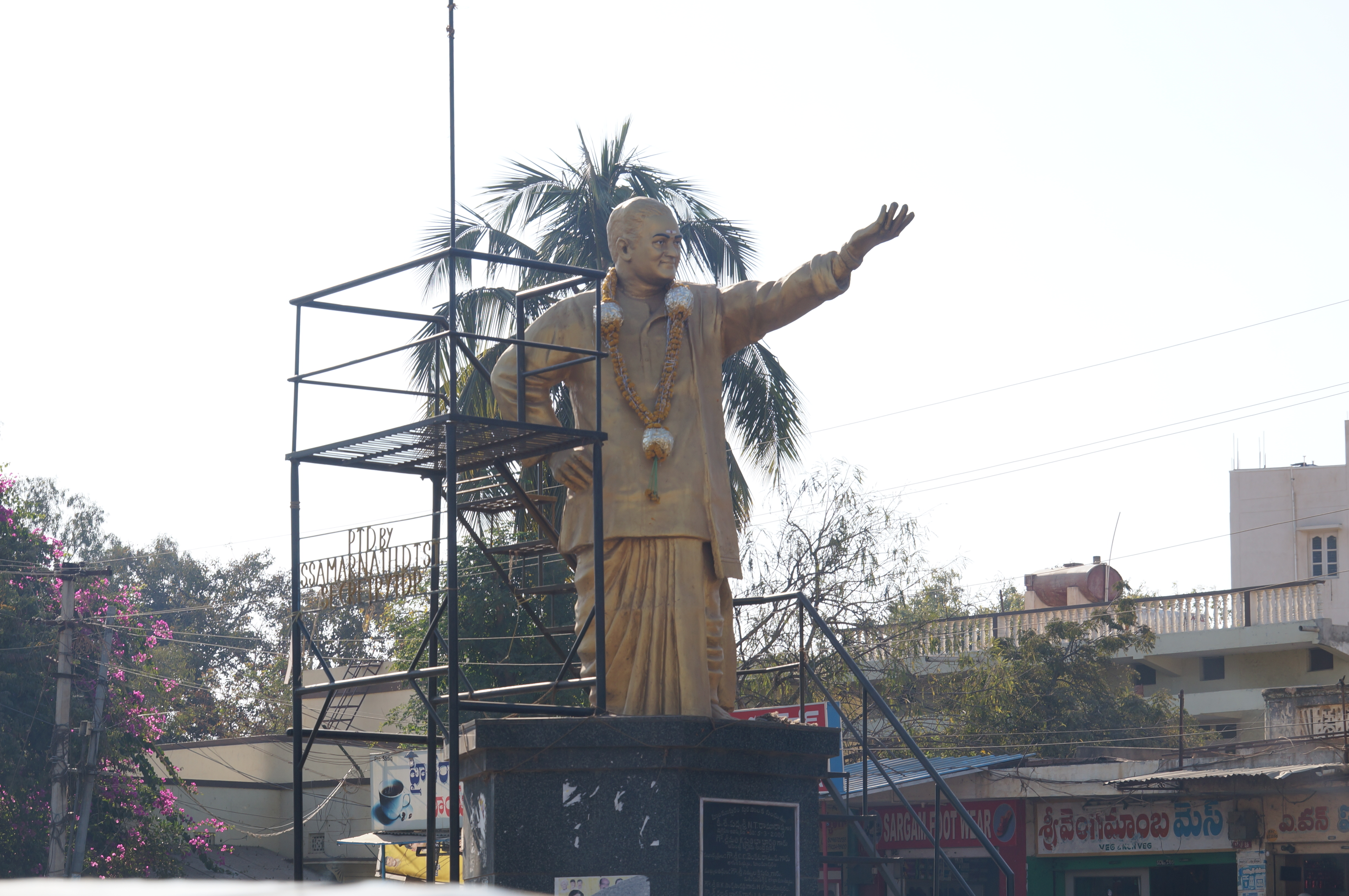
Statue von NTR in Hindupur

Am 21. März 1982 gründete N. T. Rama Rao zur Förderung der Interessen der Telugu die Telugu Desam Party (TDP), die bei den Wahlen zur Legislativversammlung (Legislative Assembly) von Andhra Pradesh 1983 201 der 294 Parlamentssitze gewann. Zuvor hatte er neun Monate lang einen Wahlkampf geführt und dabei über 35.000 Kilometer zurückgelegt sowie vor rund 30 Millionen Menschen gesprochen.
Daraufhin wurde am 9. Januar 1983 als Nachfolger von Kotla Vijaya Bhaskara Reddy erstmals Chief Minister von Andhra Pradesh und bekleidete dieses Amt bis zu seiner Ablösung durch N. Bhaskara Rao vom Indischen Nationalkongress am 16. August 1984. Grund seines Rücktritts war ein Konflikt mit Indira Gandhi, der Premierministerin Indiens.
Bereits einen Monat später folgte er am 16. September 1984 Somappa Royappa Bommai bereits wieder im Amt des Chief Minister und übte das Amt des Chefministers des Bundesstaates nunmehr bis zum 2. Dezember 1984 aus. Während die TDP ihre absolute Mehrheit bei den Wahlen zur Legislativversammlung 1985 noch leicht ausbauen konnte und 202 der 294 Mandate errang, erlitt sie bei den darauf folgenden Wahlen zur Legislativversammlung 1989 eine empfindliche Niederlage und erreichte nur noch 72 der 294 Sitze, so dass am 3. Dezember 1989 M. Chenna Reddy vom Indischen Nationalkongress neuer Chief Minister wurde.
Bei den Wahlen zur Legislativversammlung 1994 führte N. T. Rama Rao seine TDP wieder zu einem Wahlsieg und errang mit 216 der 294 Parlamentssitze wiederum eine absolute Mehrheit. Daraufhin wurde er am 12. Dezember 1994 als Nachfolger von Kotla Vijaya Bhaskara Reddy zum dritten Mal Chief Minister von Andhra Pradesh. Nach einem innerparteilichen Konflikt wurde er am 31. August 1995 von seinem Schwiegersohn Nara Chandrababu Naidu gestürzt, der einen Tag später am 1. September 1995 das Amt des Chefministers übernahm. Wenige Monate später verstarb er am 18. Januar 1996 an den Folgen eines Herzinfarkts.
Rama Rao war drei Mal verheiratet. Aus seinen Ehen ging drei Töchter und sechs Söhne hervor, darunter Balakrishna, der ebenfalls ein bekannter Schauspieler in Telugu-Filmen wurde.

## Filmografie (Auswahl)

NTR in Pathala Bhairavi (1951)

R = Regisseur; P = Produzent, ansonsten Schauspieler
- 1949: Mana Desam
- 1951: Pathala Bhairavi
- 1952: Pelli Chesi Choodu
- 1954: Vaddante Dabbu
- 1955: Missamma
- 1956: Charana Daasi
- 1957: Bhagya Rekha
- 1959: Raja Makutam
- 1961: Sati Sulochana
- 1961: Sri Seetha Rama Kalyanam (R)
- 1962: Bhishma
- 1962: Rakta Sambandham
- 1963: Irugu - Porugu
- 1963: Manchi Chedu
- 1964: Ramadasu
- 1965: Satya Harishchandra
- 1966: Paramanandayya Shishyula Katha
- 1967: Bhama Vijayam
- 1968: Bagdad Gajadonga
- 1970: Vijayam Manade
- 1971: Rajakota Rahasyam
- 1973: Pandav Banvas
- 1974: Ammayi Pelli
- 1974: Tatamma Kala (R)
- 1976: Manushulanta Okkate
- 1977: Daana Veera Shura Karna (P)
- 1978: Shri Rama Pattabhishekham
- 1979: Shri Tirupati Venkateswara Kalyanam (R)
- 1980: Saradaa Ramudu
- 1981: Maha Purushudu
- 1984: Sri Madvirat Veera Brahmendra Swamy Charitra
- 1992: Samrat Ashok (P, R)
- 1993: Major Chandrakant
- 1993: Shrinatha Kavi Sarvabhowma (P)